# Supíkovický mramor

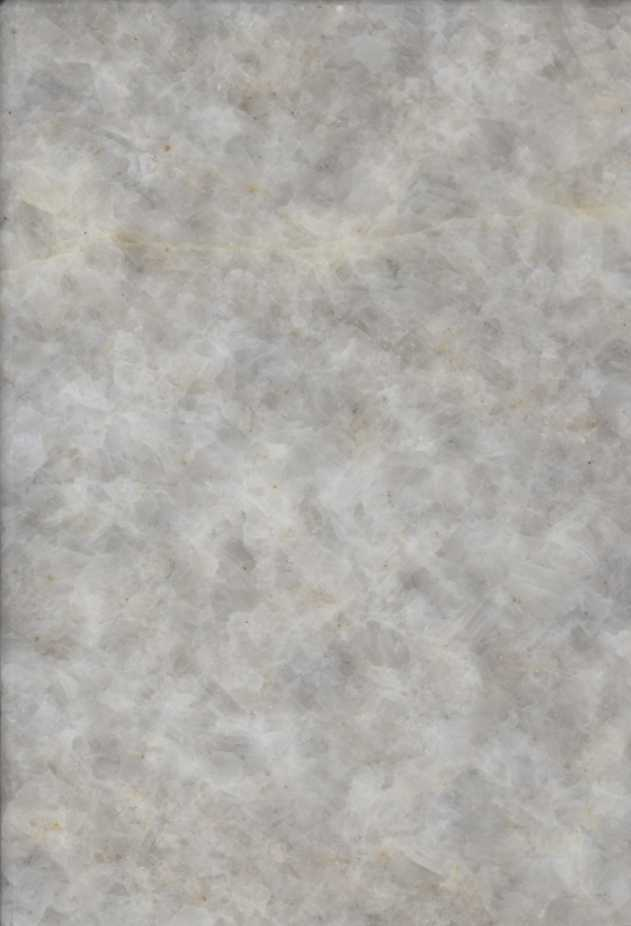
Supíkovický mramor, světle

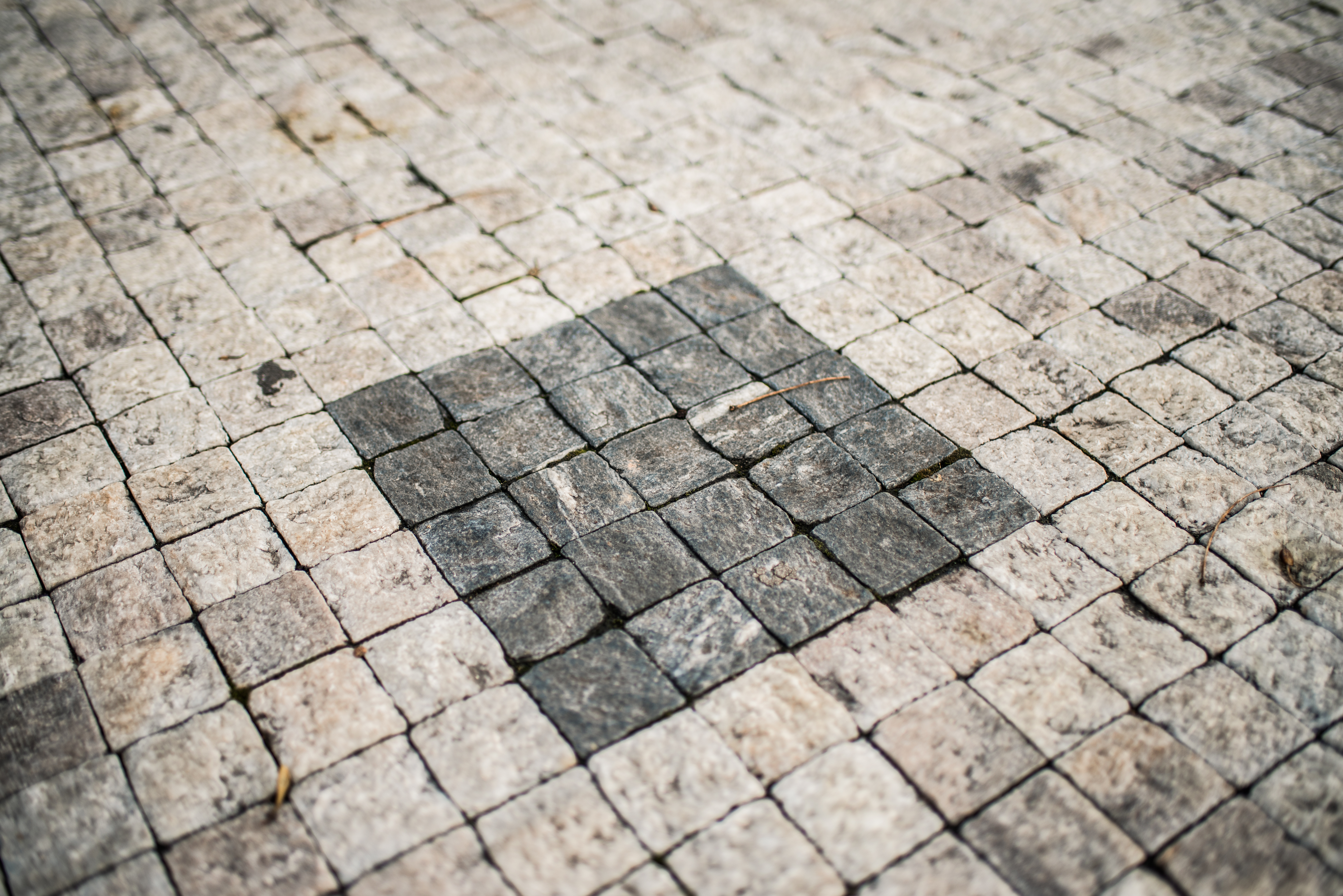
Bílý supíkovický mramor v pražské mozaice

Supíkovický mramor je mramor těžený v lomu u obce Supíkovice. Je známý také jako Slezská Carrara. Je bílý, i když se jedná o škálu barev od světle šedé přes šedobílou až po bílou s pruhy nebo šmouhami (šedé zbarvení způsobuje přítomný grafit). Je středně až hrubě zrnitý. Je známý pro svoji vysokou tvrdost. Tento unikátní druh mramoru se spolu s lipovským mramorem používá jako kámen pro pražskou mozaiku, ve které má rozměry 6 x 6 x 4 cm, je ze 4 stran řezaný, přičemž pochozí a spodní strana je štípaná. Těží se pouze v Lomu Supíkovice. 
Díky své vysoké tvrdosti je supíkovický mramor kromě pražské mozaiky využívaný  na leštěné dlažby, obklady interiérů, řezanou dlažební mozaiku a prvky zahradní architektury. Nejznámější využití je právě v pražské mozaice, která pokrývá chodníky a náměstí v Praze již od 19. století.

## Lom Supíkovice
Lom Supíkovice je jámový čtyřetážový lom. Nachází se na severním okraji obce Supíkovice v okrese Jeseník. Obec Supíkovice je od 2. poloviny 19. století známá díky dobývání a opracování žuly a mramoru. Toto mramorové ložisko je jako jediné v České republice těženo pomocí lanových pil, které se využívají při těžbě velkých mramorových bloků v Carraře. Hlavní hornina v lomu je světle šedý až šedý krystalický vápenec se šmouhami. 
Jámový lom v Supíkovicích je 30 m pod potokem Kunětička. Nachází se v okrese Jeseník v Olomouckém kraji. Lom má přibližné rozměry 130 x 100 m a je 30 m hluboký. Bloky kamene jsou po těžbě zpracovány v kamenické dílně v Mikulovicích na výrobky ušlechtilé kamenické výroby. 

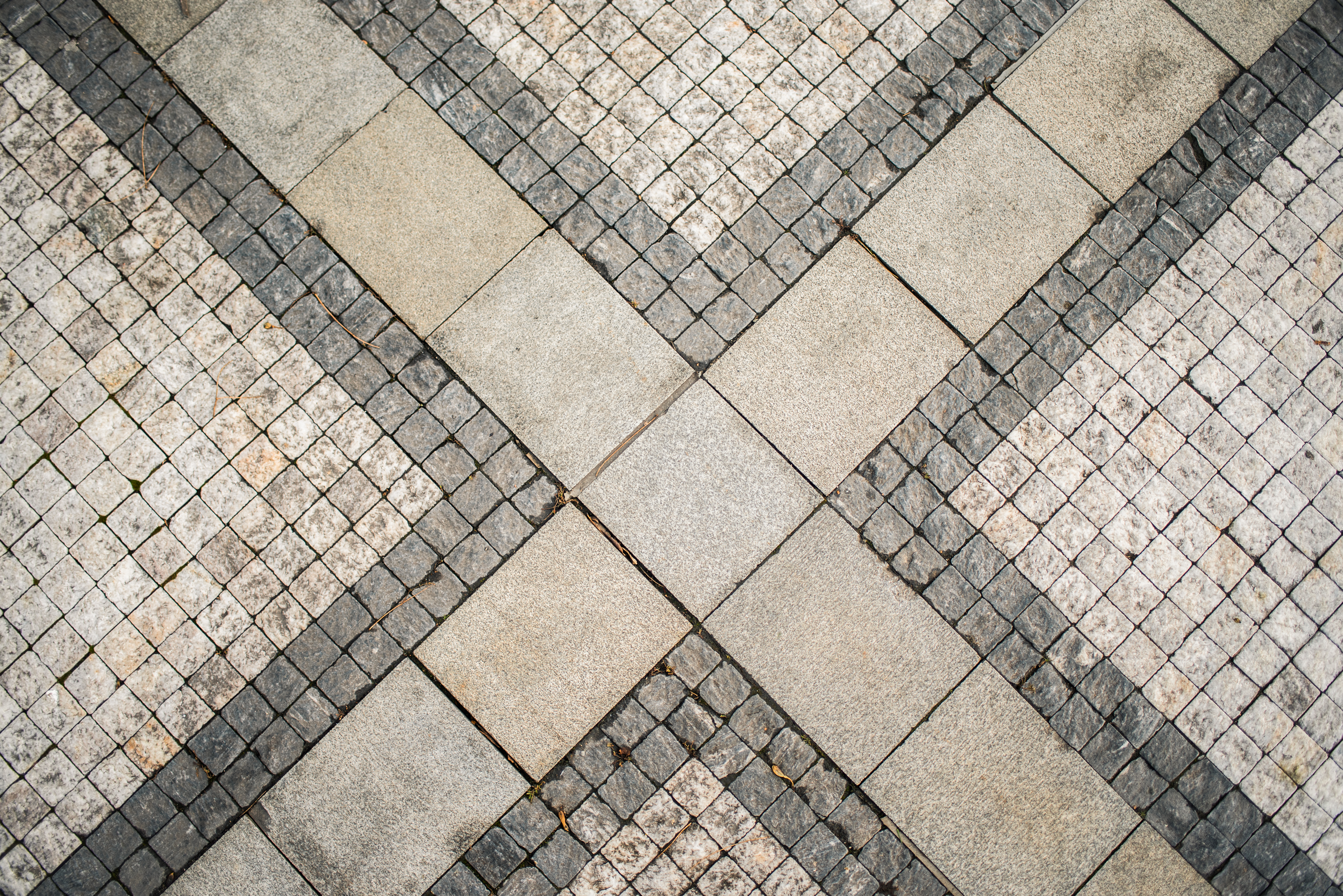
Bílý supíkovický a černý lipovský mramor v pražské mozaice